# Поярков, Эраст Фёдорович

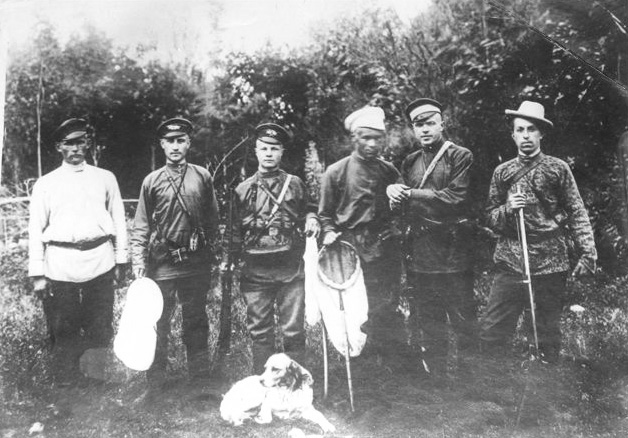
Михаил Фрунзе с одноклассниками по гимназии после летнего путешествия 1903 года. Михаил Фрунзе — третий слева. Четвёртый слева — его друг и одноклассник Эраст Фёдорович Поярков.

Эраст Фёдорович Поярков (1 февраля 1886, Токмак, Семиреченская область — 1955, Ташкент) — советский биолог, зоофизиолог, специалист по тутовому шелкопряду.

## Биография
Родился 1 февраля 1886 года в Токмаке в семье военного врача Ф. В. Пояркова. В 1895 году семья Поярковых переезжает в Пишпек, а в 1900 году — в Верный. Закончил в 1904 году Верненскую мужскую гимназию. Эраст Фёдорович решил продолжать образование во Франции, в Бордо, куда имел рекомендательные письма от гимназического учителя Поля Гурдэ. В Бордо Эраст Фёдорович уезжает вместе с Марией Давыдовной Триерс, с которой дружил с детства. В Бордо они поженились, у них родились дети — Владимир и Мария. Эраст Фёдорович окончил Бордоский университет с серебряной медалью, а докторскую диссертацию защитил в Париже в Сорбоннском университете. Во Франции он работал на морских биологических станциях Вимерэ и Арканшоне под руководством известных французских учёных (профессор Пэрез, академик Жиар, профессор Коллари).
По возвращении в Россию работал в Институте экспериментальной ветеринарии в Петрограде. После революции переезжает в Москву, где случайно встречается с гимназическим другом Михаилом Васильевичем Фрунзе. Фрунзе уговорил его вернуться в Среднюю Азию, в Ташкент, где тогда организовывался Туркестанский университет. Эраст Фёдорович становится профессором основанного в 1920 году университета и читает курс шелководства. В 1923 году профессор Эраст Фёдорович Поярков становится также научным сотрудником Ташкентской шелководной станции, впоследствии преобразованной в Среднеазиатский научно-исследовательский институт шелководства — САНИИШ.
В 1929 году выходит в свет труд «Тутовый шелкопряд», посвящённый вопросам шелководства и биологии тутового шелкопряда.
В марте 1930 года Эраст Фёдорович едет в Японию в шестимесячную научную командировку, за что в 1934 году по ложному обвинению его арестовывают и выпускают только по заступничеству матери Михаила Фрунзе. Осенью 1941 года последовал второй арест, незадолго до которого Эраст Фёдорович приблизился к открытию биологического метода борьбы с одной из страшных болезней тутового шелкопряда, наносившей огромный урон шелководству. В заключении он добивается возможности продолжить научную работу. В 1945 году в лагере ему создали шелководную лабораторию, в которой он закончил работу над своим методом борьбы с болезнями шелкопряда («биометод Пояркова»). Год спустя проверкой его открытия занималась авторитетная комиссия, возглавляемая профессором Б. Л. Астауровым, признавшая метод Пояркова «выдающимся», «новаторским». В 1947 году Поярков докладывал о своем открытии в Министерстве сельского хозяйства СССР. В 1948 году по решению Правительства были созданы три специальные биолаборатории по методу Пояркова. Трёхлетние производственные испытания биометод успешно выдержал на Андижанском и Ошском грензаводах. Эраст Фёдорович вышел на свободу в 1951 году, через десять лет заключения, но жить в Ташкенте с семьёй ему разрешили только через два года. Он умирает в 1955 году, не дожив до полной своей реабилитации в 1957 году.

## Основные труды
- Эраст Фёдорович Поярков. Опыт теории куколки насекомых с полным превращением (Труды Русского энтомологического общества в Санкт-Петербурге; 1913. Т. 41, № 1). — г. Санкт-Петербург, 1914. — 52 с.
- Эраст Фёдорович Поярков. Способ движения сперматозоидов млекопитающих и филогенетическая эволюция их формы. — г. Ташкент, 1927. — 14 с.
- Эраст Фёдорович Поярков. Тутовый шелкопряд Bombyx Mori L.. — г. Ташкент, 1929. — 512 с.
- Эраст Фёдорович Поярков. Курс практического шелководства. — г. Ташкент: Средне-Азиатский институт шелководства, 1930. — 213 с.
- Эраст Фёдорович Поярков. Шелководство. — г. Москва: Сельхозгиз, 1940. — 160 с.

## Память
В честь Эраста Фёдоровича Пояркова назван разработанный им методом борьбы с болезнями шелкопряда — «биометод Пояркова».